# Trưng cầu dân ý hiến pháp Ai Cập, 2012
Một cuộc trưng cầu ý dân về dự thảo hiến pháp được Hội đồng lập hiến thông qua vào ngày 30 tháng 11 năm 2012 được tổ chức tại Ai Cập trong hai vòng vào ngày 15 và 22 tháng 12 năm 2012. Thời gian bỏ phiếu đối với người Ai Cập ở nước ngoài dự kiến từ ngày 8 đến ngày 11 tháng 12 nhưng bị trì hoãn cho đến ngày 12 tháng 12 năm 2012 và được gia hạn cho đến ngày 17 tháng 12 năm 2012.
Kết quả vào ngày 23 tháng 12 năm 2012 cho thấy dự thảo hiến pháp được thông qua với 63,8% số phiếu ủng hộ vói tỷ lệ cử tri đi bỏ phiếu là 32,9%.

## Bối cảnh
Hội đồng Lập hiến ban đầu được Quốc hội thành lập vào tháng 3 năm 2012, trước khi bị tòa án tuyên bố trái với hiến pháp và giải tán vào tháng 4. Hội đồng lập hiến thứ hai được Quốc hội thành lập vào tháng 6 năm 2012. Ngày 30 tháng 11 năm 2012, Hội đồng lập hiến thông qua dự thảo hiến pháp gồm 234 điều.

### Phản ứng của ngành tư pháp
Ngày 2 tháng 12, Câu lạc bộ Thẩm phán Ai Cập tuyên bố rằng các thẩm phán sẽ tẩy chay cuộc trưng cầu ý dân mặc dù quyết định của câu lạc bộ không mang tính ràng buộc đối với các thành viên. Mohamed Awad, chánh án Tòa án phúc thẩm Alexandria và lãnh đạo của phong trào Thẩm phán vì Ai Cập, phản bác rằng 90% thẩm phán sẽ tham gia giám sát cuộc trưng cầu ý dân. Ngày 4 tháng 12, Mohamed Gadallah, cố vấn pháp lý của tổng thống Ai Cập, tuyên bố rằng Hội đồng tư pháp tối cao của Ai Cập sẽ giám sát cuộc trưng cầu ý dân. Các thẩm phán đang đình công phản bác rằng mỗi cá nhân thẩm phán có thể từ chối quyết định của Hội đồng tư pháp tối cao.

## Nội dung dự thảo hiến pháp
Dự thảo hiến pháp hạn chế quyền lực của tổng thống, tăng cường quyền hạn của quốc hội và cấm tra tấn hoặc giam giữ mà không xét xử. Tuy nhiên, dự thảo cũng duy trì những quyền lực, đặc quyền của giới tướng lĩnh Ai Cập dưới chế độ Hosni Mubarak. Tổ chức Theo dõi Nhân quyền nhận xét rằng dự thảo hiến pháp cấm giam giữ tùy tiện, tra tấn và bảo vệ một số quyền kinh tế nhưng vẫn cho phép tòa án quân sự xét xử dân thường và không bảo vệ quyền tự do ngôn luận, tôn giáo.
Dự thảo hiến pháp giữ nguyên quy định của hiến pháp cũ về mối quan hệ giữa Hồi giáo và pháp luật Ai Cập, cụ thể là Điều 2 quy định pháp luật căn cứ chủ yếu vào "các nguyên tắc của luật Hồi giáo", có thể được giải thích để bao hàm các quyền tự do. Nhằm đạt được thỏa hiệp giữa phe bảo thủ và phe tự do, dự thảo hiến pháp quy định các nguyên tắc của luật Hồi giáo theo các trường phái tư tưởng Hồi giáo Sunni chính thống.
Dự thảo hiến pháp bảo đảm quyền tự do hội họp nhưng yêu cầu phải "thông báo" trước và cấm phân biệt đối xử nhưng không xác định phụ nữ hoặc các nhóm tôn giáo thiểu số có được bảo vệ hay không. Một điều khoản về bình đẳng giới bị loại bỏ sau khi phe cực bảo thủ khăng khăng rằng bình đẳng giới phải phù hợp với luật Hồi giáo. Dự thảo hiến pháp cũng bảo vệ quyền của bị can, bị cáo, ví dụ như cấm "bắt giữ, khám xét, bỏ tù, tước quyền tự do hoặc giam giữ" trừ khi có lệnh của thẩm phán, yêu cầu người nào bị giam giữ thì phải được thông báo lý do bằng văn bản chậm nhất là 12 giờ, vụ việc phải được chuyển đến cơ quan điều tra chậm nhất là 24 giờ và quy định người bị giam giữ có quyền thuê luật sư hoặc được chỉ định luật sư trong cuộc thẩm vấn. Dự thảo hiến pháp bảo đảm quyền bí mật điện thoại, thư tín, điện tín và các hình thức liên lạc khác và cấm kiểm soát trừ phi có lệnh của thẩm phán.
Dự thảo hiến pháp quy định tổng thống không được giữ giữ chức vụ quá hai nhiệm kỳ, đánh dấu sự thay đổi rõ ràng so với nhiệm kỳ 30 năm của Mubarak, nhưng không xác định những cơ chế kiểm soát quyền lực khác đối với tổng thống. Dự thảo hiến pháp quy định bộ trưởng quốc phòng được bầu trong số sĩ quan và thành lập một hội đồng đặc biệt gồm các sĩ quan phụ trách các vấn đề quân sự và ngân sách quốc phòng, phản ánh thế lực của lực lượng vũ trang. Ziad al-Ali thuộc Viện Hỗ trợ Dân chủ và Bầu cử Quốc tế chỉ trích việc dự thảo hiến pháp quy định các hội đồng địa phương ở mỗi tỉnh được bầu trực tiếp nhưng vẫn trao toàn quyền cho các thống đốc do chính quyền trung ương bổ nhiệm. Ali cũng bày tỏ sự thất vọng rằng mặc dù nạn tham nhũng tràn lan ở Ai Cập là nguyên nhân chính của cuộc Cách mạng Ai Cập, Hội đồng lập hiến vẫn không áp dụng bất kỳ mô hình quốc tế nào để tăng cường tính minh bạch và cải thiện cách thức hoạt động của chính phủ.

## Vận động

### Ủng hộ
Đảng Al Nour và Đảng Xây dựng và Phát triển tuyên bố dự thảo hiến pháp sẽ tạo sự ổn định cho Ai Cập. Nhiều công đoàn chịu sự ảnh hưởng của Hội Anh em Hồi giáo tuyên bố sẽ ủng hộ dự thảo hiến pháp. Người phát ngôn Nhà thờ Hồi giáo Al-Azhar tuyên bố sẽ ủng hộ dự thảo hiến pháp. Đảng An toàn và Phát triển cáo buộc những thẩm phán tẩy chay cuộc trưng cầu ý dân gây mất ổn định xã hội. Đảng Tự do và Công lý phát động một chiến dịch vận động bỏ phiếu ủng hộ dự thảo hiến pháp.

### Phản đối
Giới hoạt động nữ quyền phản đối dự thảo hiến pháp vì dự thảo không quy định rõ ràng quyền phụ nữ. Liên minh đại diện nhân dân phản đối dự thảo hiến pháp và phát động chiến dịch kêu gọi bác bỏ dự thảo hiến pháp. Phong trào thánh chiến Salafi phản đối dự thảo hiến pháp vì nó "không áp dụng luật Hồi giáo" và tuyên bố sẽ vận động những người theo chủ nghĩa Hồi giáo khác, chẳng hạn như Hội Anh em Hồi giáo, bỏ phiếu chống dự thảo hiến pháp.
Mặt trận Cứu quốc kêu gọi cử tri bỏ phiếu chống lại dự thảo hiến pháp nếu chính phủ không bảo đảm bầu cử tự do và công bằng, tổ chức bỏ phiếu trong một ngày, giám sát việc bỏ phiếu, bảo vệ các địa điểm bỏ phiếu và công bố kết quả bỏ phiếu ngay tại các địa điểm bỏ phiếu. Baha'a Anwar, một người phát ngôn của Hồi giáo Shia ở Ai Cập, tuyên bố rằng người Hồi giáo Shi'a sẽ không tham gia cuộc trưng cầu ý dân. Aboul Azayem, một lãnh đạo Sufi giáo, phản đối dự thảo hiến pháp vì nó chỉ có lợi cho Hội Anh em Hồi giáo. Hội liên hiệp nhà báo Ai Cập tuyên bó phản đối dự thảo hiến pháp vì hạn chế quyền tự do ngôn luận.
Đảng Ai Cập Hùng cường tuyên bố sẽ phát động chiến dịch phản đối dự thảo hiến pháp. Đảng Dòng Ai Cập kêu gọi cử tri bỏ phiếu chống lại dự thảo hiến pháp. Đảng Dân chủ Ai Cập, Đảng Dân chủ Xã hội Ai Cập, Đảng Hiến pháp và Đảng Ai Cập Tự do tuyên bố phản đối dự thảo hiến pháp hoặc tẩy chay cuộc trưng cầu ý dân.
Phong trào Hazemoun của nhà thuyết giáo Salafi Hazem Salah Abu Ismail tuyên bố phản đối dự thảo hiến pháp. Mặt trận Salafi phản đối dự thảo hiến pháp vì chỉ coi luật Hồi giáo là các nguyên tắc chứ không phải là nguồn luật chính và cho rằng Kitô hữu và người Do Thái phải tuân theo luật Hồi giáo và hiến pháp phải xác định rằng "quyền lực của Thượng đế" là cơ sở của chính quyền. Nhiều người Copt phản đối dự thảo hiến pháp và đại diện của Giáo hội Chính thống giáo Copt rút khỏi Hội đồng lập hiến; Khaled Dawoud, người phát ngôn của Mặt trận Cứu quốc, tuyên bố rằng "đây có lẽ là lần đầu tiên trong lịch sử Ai Cập những Kitô hữu không tham gia việc soạn thảo hiến pháp".

## Kết quả
| Lựa chọn                     | Lựa chọn                     | Phiếu bầu  | %      |
| ---------------------------- | ---------------------------- | ---------- | ------ |
| Đồng ý                       | Đồng ý                       | 10.693.911 | 63.83  |
| Không đồng ý                 | Không đồng ý                 | 6.061.011  | 36.17  |
| Tổng cộng                    | Tổng cộng                    | 16.754.922 | 100.00 |
|                              |                              |            |        |
| Phiếu bầu hợp lệ             | Phiếu bầu hợp lệ             | 16.754.922 | 98.22  |
| Phiếu bầu không hợp lệ/trống | Phiếu bầu không hợp lệ/trống | 303.395    | 1.78   |
| Tổng cộng phiếu bầu          | Tổng cộng phiếu bầu          | 17.058.317 | 100.00 |
| Cử tri phiếu bầu đã đăng ký  | Cử tri phiếu bầu đã đăng ký  | 51.919.067 | 32.86  |
| Nguồn: Egypt Independent     |                              |            |        |

### Theo tỉnh
| Tỉnh                                  | Cử tri đã đăng ký | Tỷ lệ cử tri đi bỏ phiếu | Tổng cộng phiếu bầu | Phiếu bầu hợp lệ | Phiếu bầu không hợp lệ | Đồng ý    | Đồng ý | Không đồng ý | Không đồng ý |
| Tỉnh                                  | Cử tri đã đăng ký | Tỷ lệ cử tri đi bỏ phiếu | Tổng cộng phiếu bầu | Phiếu bầu hợp lệ | Phiếu bầu không hợp lệ | Phiếu bầu | %      | Phiếu bầu    | %            |
| ------------------------------------- | ----------------- | ------------------------ | ------------------- | ---------------- | ---------------------- | --------- | ------ | ------------ | ------------ |
| Cairo                                 | 6,580,478         | 34.8                     | 2,291,040           | 2,254,698        | 36,342                 | 974,371   | 43.2   | 1,280,327    | 56.8         |
| Giza                                  | 4,383,701         | 34.6                     | 1,517,197           | 1,493,092        | 24,105                 | 995,417   | 66.7   | 497,675      | 33.3         |
| Dakahlia                              | 3,719,758         | 31.5                     | 1,171,143           | 1,150,130        | 21,013                 | 631,219   | 54.9   | 518,911      | 45.1         |
| Sharqia                               | 3,565,351         | 32.0                     | 1,141,471           | 1,120,328        | 21,143                 | 737,503   | 65.8   | 382,825      | 34.2         |
| Alexandria                            | 3,347,770         | 36.2                     | 1,210,574           | 1,193,691        | 16,883                 | 663,975   | 55.6   | 529,716      | 44.4         |
| Beheira                               | 3,276,930         | 33.7                     | 1,084,443           | 1,084,442        | 1                      | 818,755   | 75.5   | 265,687      | 24.5         |
| Gharbia                               | 2,948,656         | 33.9                     | 999,093             | 980,497          | 18,596                 | 468,488   | 47.8   | 512,009      | 52.2         |
| Minya                                 | 2,718,947         | 34.5                     | 939,259             | 916,094          | 23,165                 | 760,704   | 83     | 155,390      | 17           |
| Qalyubia                              | 2,639,808         | 32.9                     | 868,349             | 853,125          | 15,224                 | 512,055   | 60     | 341,070      | 40           |
| Sohag                                 | 2,393,672         | 25.4                     | 606,866             | 593,546          | 13,320                 | 467,029   | 78.7   | 126,517      | 21.3         |
| Monufia                               | 2,236,898         | 34.0                     | 760,324             | 745,373          | 14,951                 | 364,374   | 48.9   | 380,999      | 51.1         |
| Asyut                                 | 2,127,688         | 28.0                     | 595,883             | 581,707          | 14,176                 | 442,506   | 76.1   | 139,201      | 23.9         |
| Kafr el-Sheikh                        | 1,886,212         | 29.6                     | 557,546             | 548,554          | 8,992                  | 360,994   | 65.8   | 187,560      | 34.2         |
| Qena                                  | 1,629,713         | 22.8                     | 371,252             | 364,509          | 6,743                  | 307,839   | 84.5   | 56,670       | 15.5         |
| Faiyum                                | 1,579,694         | 35.2                     | 556,550             | 544,109          | 12,441                 | 486,890   | 89.5   | 57,219       | 10.5         |
| Beni Suef                             | 1,454,278         | 38.7                     | 562,991             | 549,937          | 13,054                 | 466,248   | 84.8   | 83,689       | 15.2         |
| Aswan                                 | 872,740           | 22.7                     | 198,107             | 194,416          | 3,691                  | 149,020   | 76.7   | 45,396       | 23.3         |
| Damietta                              | 868,773           | 37.2                     | 323,298             | 318,944          | 4,354                  | 205,378   | 64.4   | 113,566      | 35.6         |
| Ismailia                              | 713,963           | 36.4                     | 259,645             | 256,210          | 3,435                  | 179,235   | 70     | 76,975       | 30           |
| Luxor                                 | 685,009           | 26.0                     | 1781,32             | 174,620          | 3,512                  | 133,779   | 76.6   | 40,841       | 23.4         |
| Port Said                             | 445,322           | 38.0                     | 169,229             | 166,931          | 2,298                  | 85,353    | 51.1   | 81,578       | 48.9         |
| Suez                                  | 387,522           | 38.7                     | 149,783             | 147,903          | 1,880                  | 104,061   | 70.4   | 43,842       | 29.6         |
| Biển Đỏ                               | 232,388           | 30.7                     | 71,273              | 70,432           | 841                    | 44,116    | 62.6   | 26,316       | 37.4         |
| Bắc Sinai                             | 215,618           | 30.6                     | 65,913              | 64,964           | 949                    | 50,726    | 78.1   | 14,238       | 21.9         |
| Matruh                                | 212,495           | 36.5                     | 77,493              | 76,630           | 863                    | 70,237    | 91.7   | 6,393        | 8.3          |
| New Valley                            | 143,584           | 32.9                     | 48,440              | 47,775           | 665                    | 41,728    | 87.3   | 6,047        | 12.7         |
| Nam Sinai                             | 65,407            | 29.6                     | 19,351              | 19,023           | 328                    | 12,157    | 63.8   | 6,866        | 36.2         |
| Nguồn: Cơ quan bầu cử quốc gia Ai Cập |                   |                          |                     |                  |                        |           |        |              |              |

## Phản ứng
Tổng thống Mohamed Morsi phát biểu trên truyền hình rằng nhân dân Ai Cập có quyền bỏ phiếu chống lại dự thảo hiến pháp "bởi vì Ai Cập của cuộc cách mạng - nhân dân Ai Cập và tổng thống dân cử - không có vấn đề gì với một phe đối lập yêu nước tích cực. Chúng tôi không muốn quay lại thời kỳ một ý kiến và đồng thuận giả tạo." Morsi nhận trách nhiệm về những sai lầm trong cuộc trưng cầu ý dân nhưng tuyên bố rằng "bất kể những khó khăn trong quá khứ, tôi coi đó là nỗi đau đẻ của một Ai Cập mới... Đây thực sự là bình minh của [một] Ai Cập mới đã trỗi dậy và hiện đang tỏa sáng."
Bộ Ngoại giao Hoa Kỳ ra tuyên bố rằng "[nhiều] người Ai Cập đã lên tiếng bày tỏ mối quan ngại sâu sắc về bản chất của hiến pháp và tiến trình lập hiến" và "Tổng thống Morsi, với tư cách là lãnh đạo dân cử của Ai Cập, có trọng trách phải đáp ứng nhu cầu cấp thiết thu hẹp khoảng cách chia rẽ, xây dựng lòng tin và mở rộng cơ sở ủng hộ cho tiến trình chính trị."